# Rossberg (Zentralschweizer Voralpen)
Der Rossberg ist eine Bergkette in den Kantonen Schwyz und Zug in der Schweiz. Sie hat drei Gipfelpunkte, die höchste Erhebung ist der mittlere Gipfelpunkt, der Wildspitz (1580 m), im Osten der weitgehend bewaldete Chaiserstock (1426 m), und im Westen der kahle Gnipen (1567 m). Dazwischen liegen einige Nebengipfel, die Schartenhöhe ist allgemein aber nicht gross.

## Geologie und Bergstürze
Der Rossberg setzt sich aus Schichten der unteren Süßwassermolasse zusammen, die nach starkem Regen zur Instabilität neigen. Am Rossberg sind in historischer und vorhistorischer Zeit diverse Bergstürze niedergegangen. Der bekannteste ist der Bergsturz von Goldau aus dem Jahre 1806, der unterhalb des Gnipen abbrach und die Dörfer Goldau und Röthen fast vollständig zerstörte.
In der Abbruchnische des Bergsturzes von Goldau erhält man einen bemerkenswerten Einblick in die Schichtung der Unteren Süsswassermolasse mit ihrer charakteristischen Abfolge aus Nagelfluh, Sandstein und Mergel. Am Rossberg lässt sich zudem eine einzigartige Serie diverser Waldentwicklungs-Stufen beobachten, die sich auf dem Blockschuttareal seit dem Niedergang des Goldauer Bergsturzes entwickelt hat.
Der Hauptgrat ist zugleich die Kantonsgrenze zwischen dem Kanton Zug und dem Kanton Schwyz.
Der Norden des Bergmassivs wird über den Hüribach und seine Zuflüsse in Richtung Ägerisee entwässert. Die Wasserläufe der Südflanke fliessen weitgehend dem Lauerzersee und damit über die Muota dem Vierwaldstättersee zu, während der äusserste Westen des Rossbergs in den Zugersee entwässert wird.

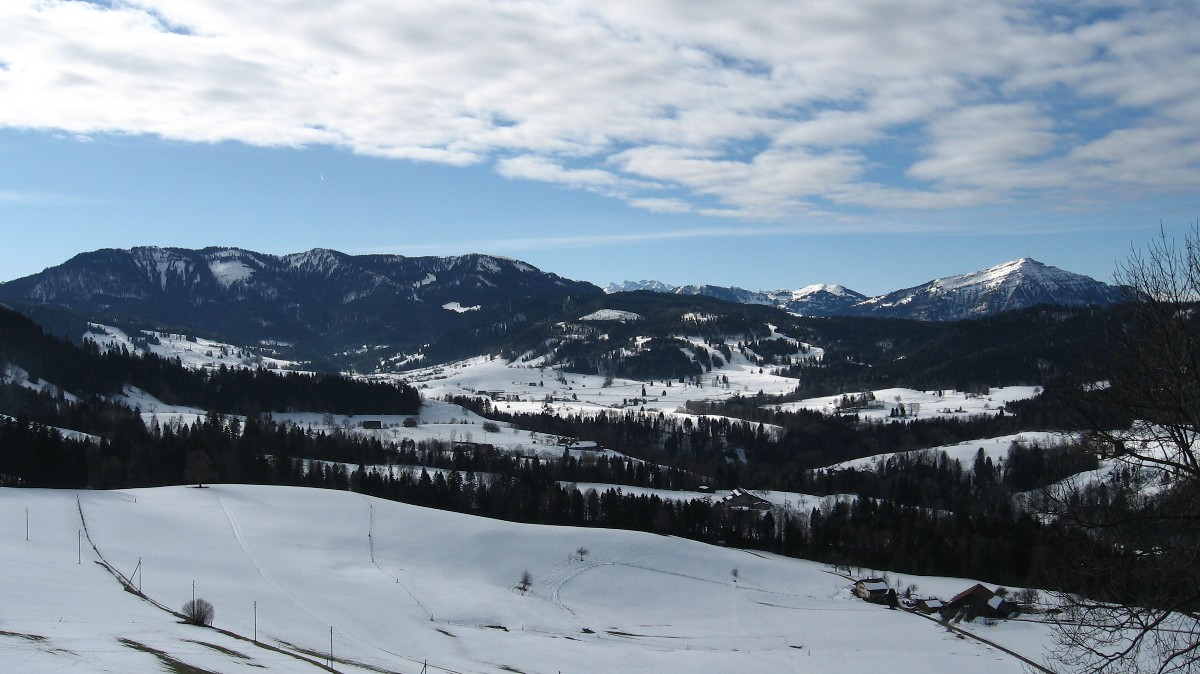
Von Norden gesehen: Rossberg ganze linke Bildhälfte (rechts Rigi)
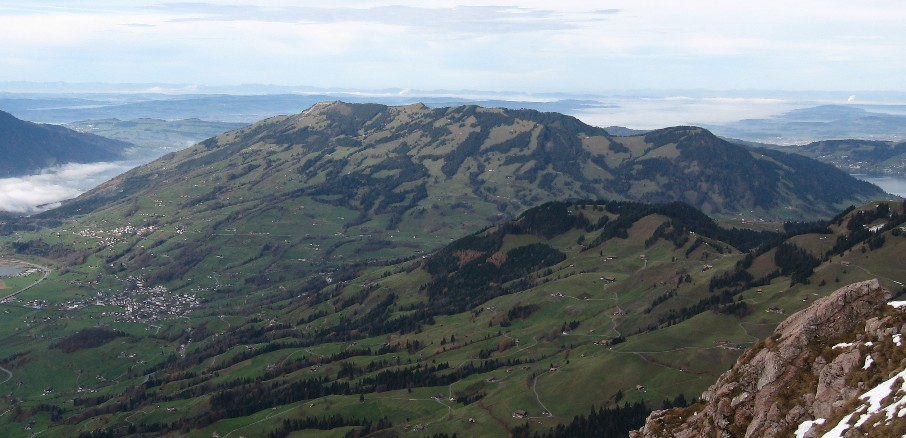
Rossberg vom Mythen aus Südosten gesehen, links im Nebel Goldau, rechts Aegerisee
Historisches Luftbild von Werner Friedli von 1956